# Еллинек, Герман
Герман Еллинек (нем. Hermann Jellinek; 22(по некоторым данным 12) января 1823 — 23 ноября 1848) — немецкий писатель. Брат Адольфа и Морица Еллинеков.

## Биография
Изучал философию и богословие в Праге, Лейпциге, Берлине, с нарастанием общественного волнения к концу 1840-х годов стал всё более откровенно заявлять о своих радикальных взглядах и был исключён из лейпцигских и берлинских учебных заведений.
В 1848 году прибыл в Вену, активно занимался журналистикой.
После подавления октябрьской революции 1848 года был арестован, категорически отказался признать свои взгляды и свои публицистические выступления ошибочными, после чего был приговорён к смертной казни и расстрелян.
Еллинеку принадлежит книга «Жизнь и учение Уриэля Акосты» (нем. «Uriel Acostas Leben und Lehre», 1847), статьи «Наличный кризис гегелевской философии» (нем. «Die Gegenwärtige Krisis der Hegelschen Philosophie», 1847), «Критические письма об основной проблеме австрийской политики» (нем. «Kritischer Sprechsaal für die Hauptfragen der Oesterreichischen Politik», 1848) и другие.